# Systropha krigei
Systropha krigei är en biart som beskrevs av Brauns 1926. Systropha krigei ingår i släktet Systropha och familjen vägbin. Inga underarter finns listade i Catalogue of Life.